# فيل فلوريس
فيل فلوريس (بالإنجليزية: Phil Flores)‏ هو مخرج أمريكي، ولد في 1950.

## وصلات خارجية
- فيل فلوريس على موقع IMDb (الإنجليزية)
- فيل فلوريس على موقع ألو سيني (الفرنسية)
- فيل فلوريس على موقع أول موفي (الإنجليزية)
- فيل فلوريس على موقع قاعدة بيانات الأفلام السويدية (السويدية)
- فيل فلوريس على موقع قاعدة بيانات الفيلم (الإنجليزية)
- فيل فلوريس على موقع كينوبويسك (الروسية)